# 大鐘寺站

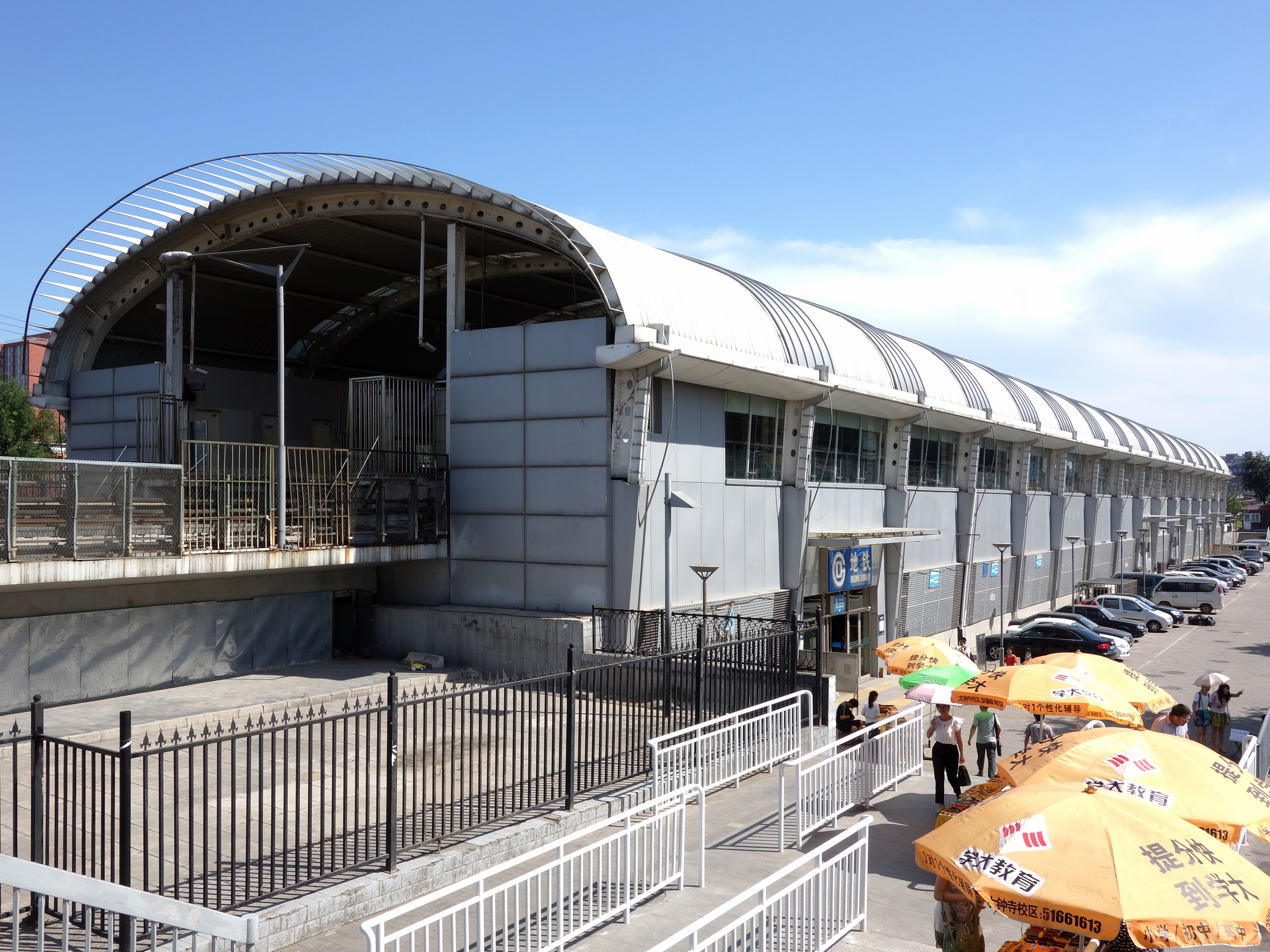
13号线大钟寺站站体（2013年8月摄）

大鐘寺站是北京地铁13号线上的一座车站，于2002年9月28日通车，2024年12月15日与北京地铁12号线形成出站换乘，站内换乘短期暂缓实施，留待13号线改造工程完成后才能实现站内换乘，届时该站台也将让渡给18号线。该站位于北京市海淀区北下关街道、中关村街道与北太平庄街道交界北三环西路京包铁路桥（联想东桥）西侧。大钟寺车站因附近北三环路北侧的大钟寺得名。

## 位置
13号线大钟寺车站位于北三環西路同京包铁路交汇处西南，车站在京包铁路以及明光西路的西侧；北三環西路南面，站址中心距北三环路中心120米。
12号线大钟寺站位于13号线车站西北侧。

## 结构
大钟寺车站在设计上采用两层高架车站，地上一层为站厅及附属设备用房，地上二层为站台层，站房在站台下方，在车站两端设置两个站厅。车站棚顶在体型设计上采用圆弧形钢架结构与半透明的阳光板。
| 2F 13号线站台层  | 侧式站台，右側開门       | 侧式站台，右側開门           |
| 2F 13号线站台层  | 13号线往西直门（終點站） |                              |
| 2F 13号线站台层  | 13号线往东直门（知春路） |                              |
| 2F 13号线站台层  | 侧式站台，右側開门       |                              |
| 1F 13号线站厅层  | 13号线站厅               | 出入口                       |
| B1F 12号线站厅层 | 12号线站厅               | 出入口                       |
| B2F 12号线站台层 |                          | 12号线往四季青桥（人民大学） |
| B2F 12号线站台层 | 分离岛式站台，左侧开门   |                              |
| B2F 12号线站台层 | 12号线往东坝北（蓟门桥） |                              |

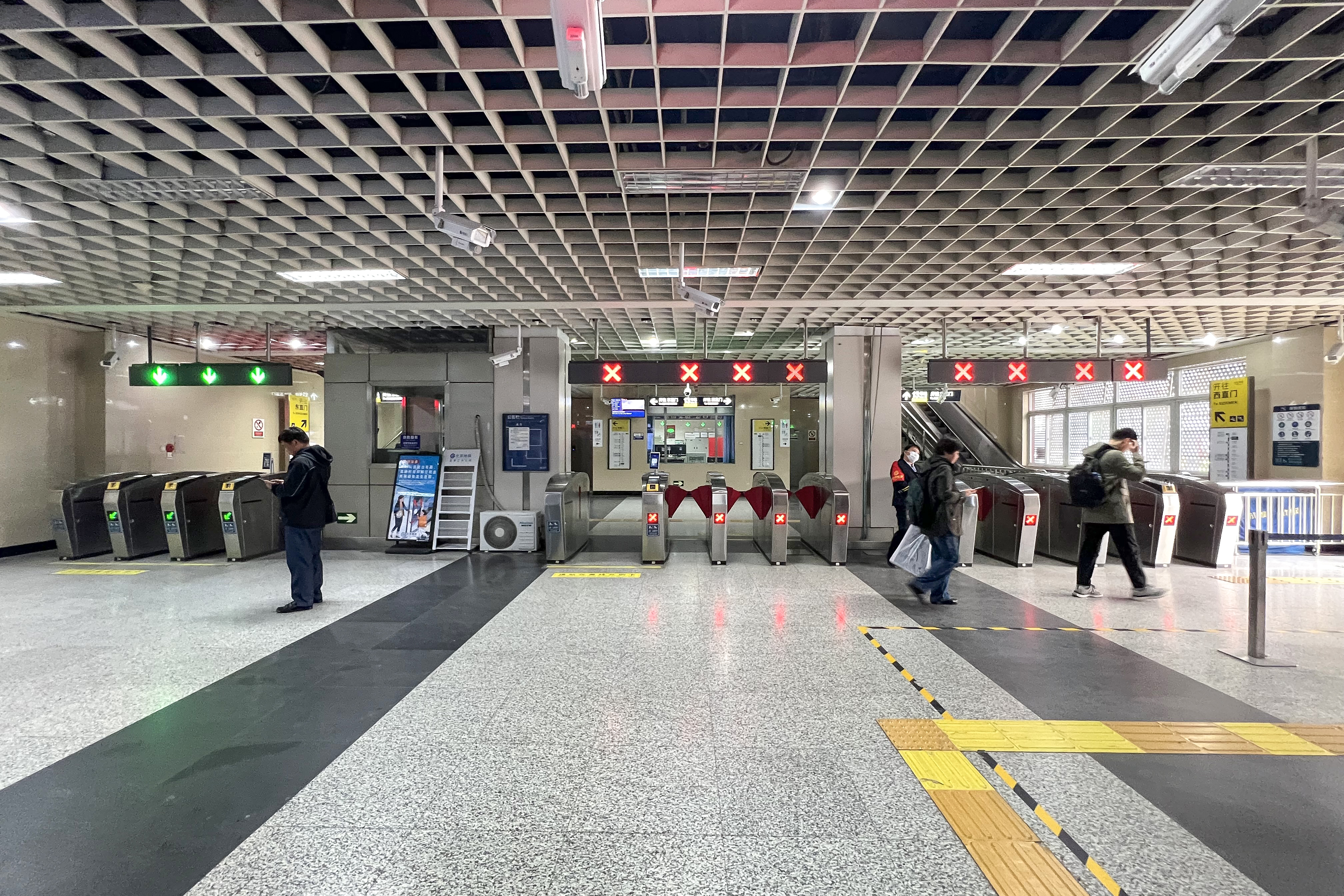
13号线北站厅（2024年4月摄）
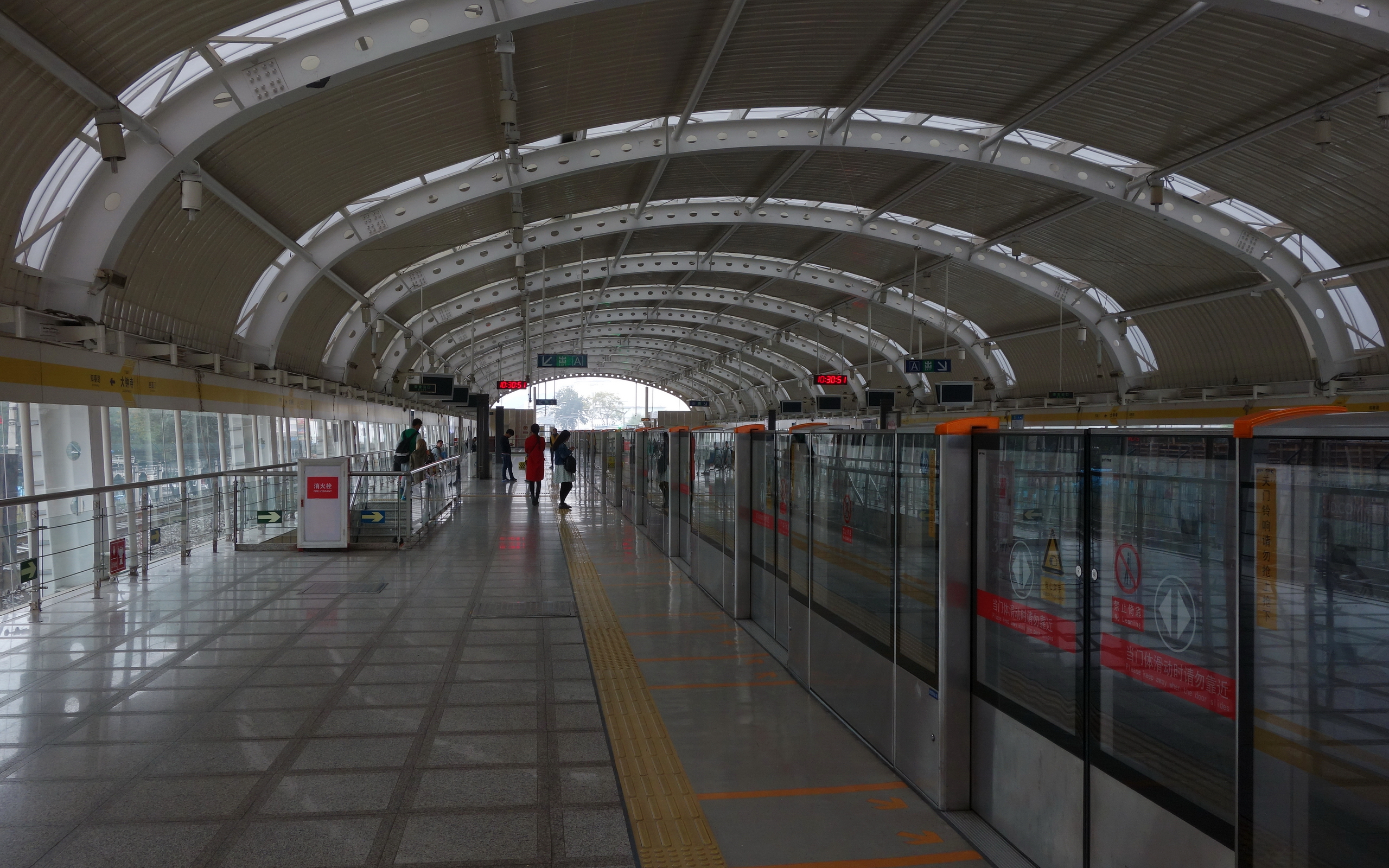
翻新前的13号线站台（2016年10月摄）

## 换乘
2024年12月15日起，北京地铁12号线与北京地铁13号线形成出站换乘。
由于拆分后本站将作为18号线一部分，换乘通道将随扩编8编组工程同步实施，工期暂定至2027年12月。

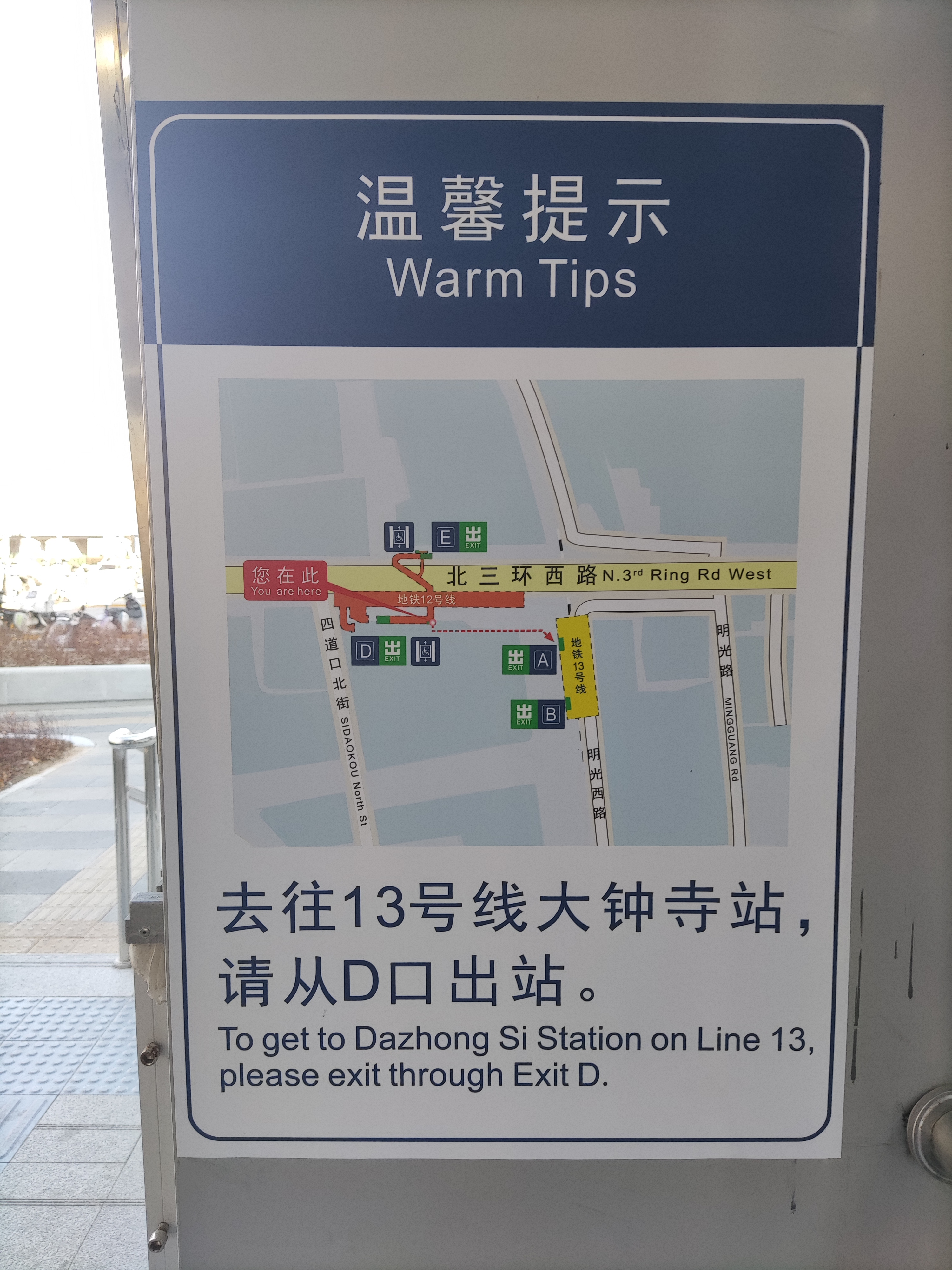
12号线D口直梯一层出口处的示意图，可以看出12号线与13号线暂时没有换乘通道联通，实施出闸换乘。
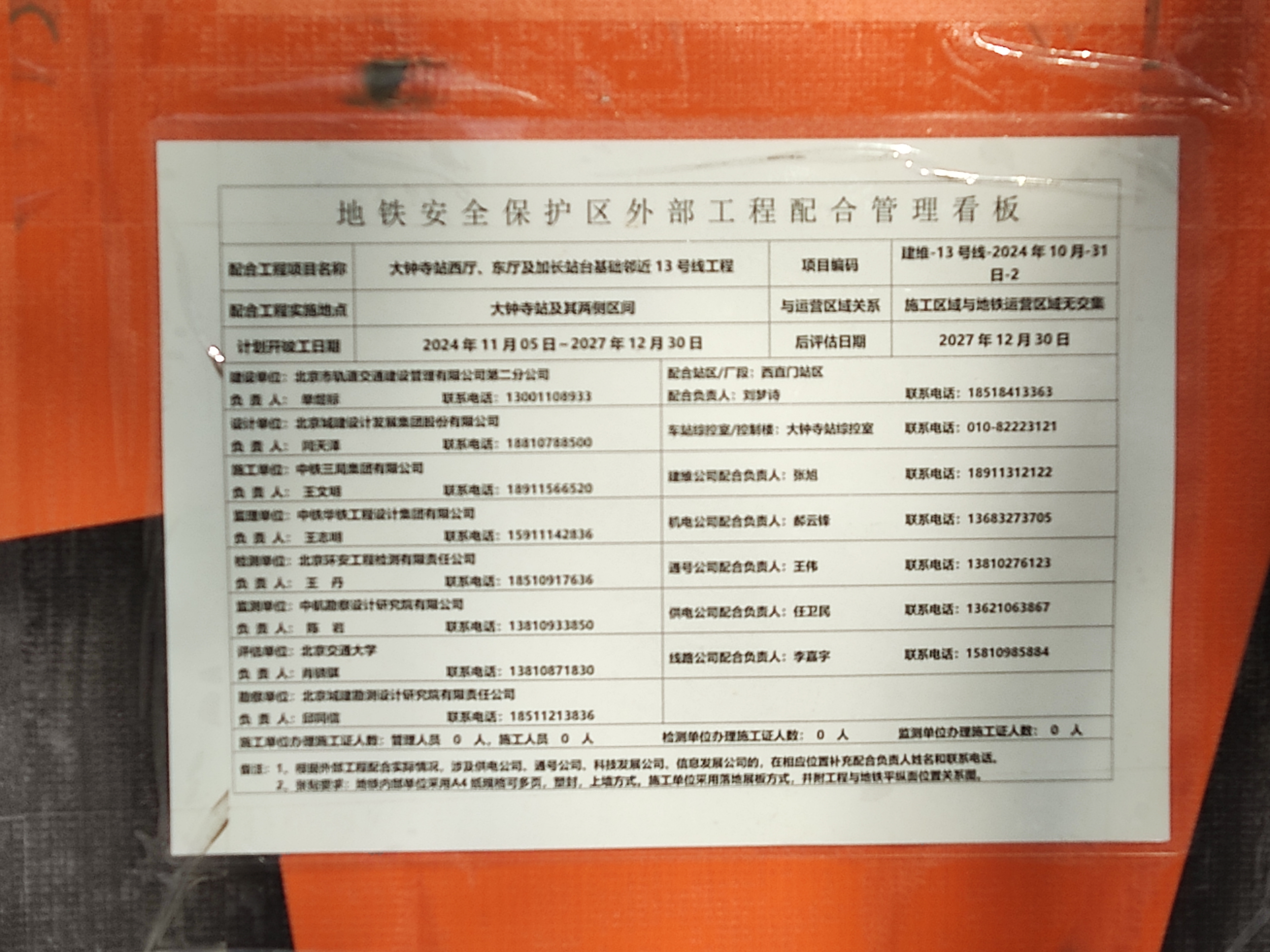
换乘通道随13A线扩编8编组工程同步实施，工期暂定至2027年12月。
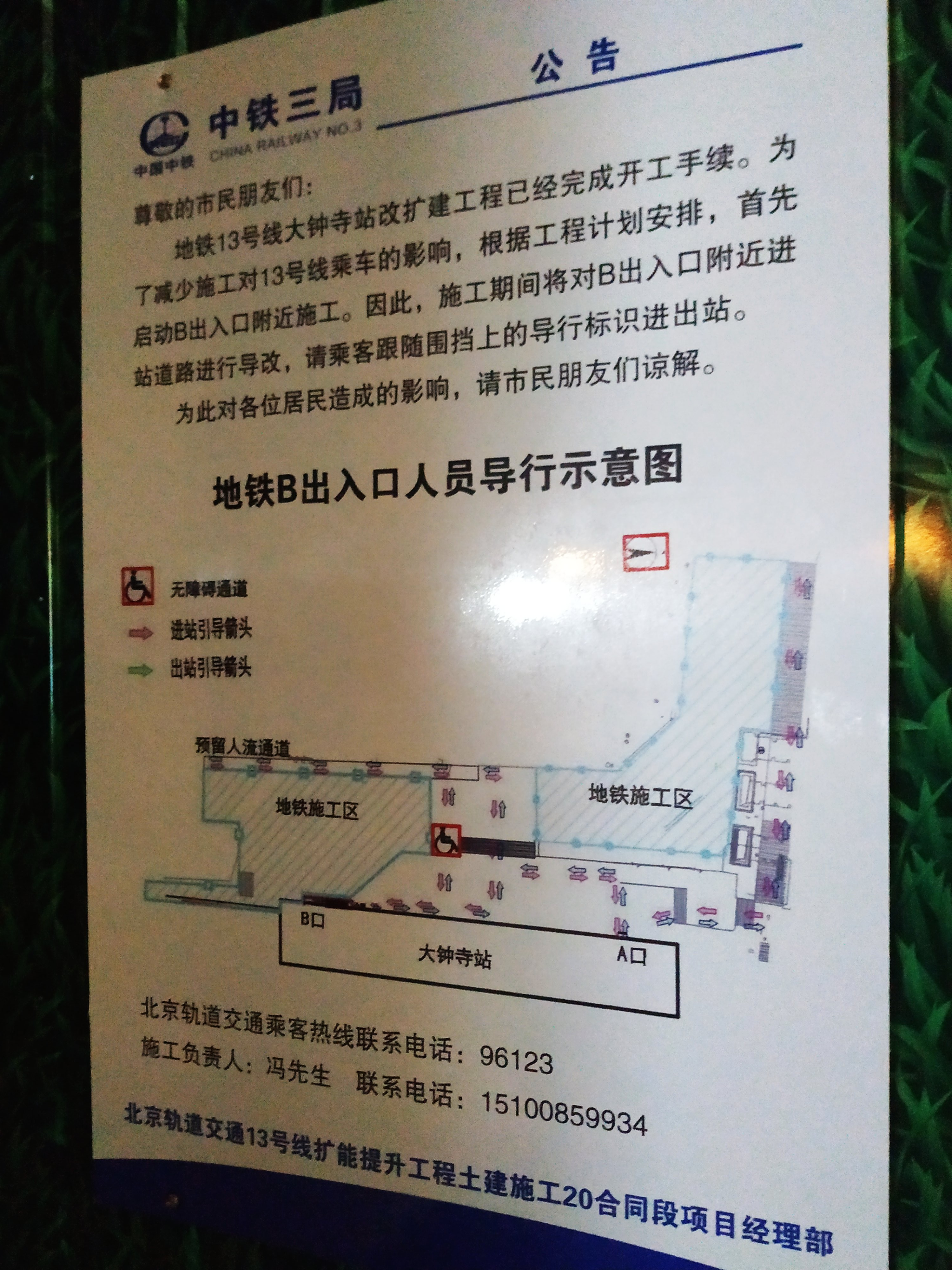
13号线B口附近的人员导行示意图。

## 出入口
13号线大钟寺站有2個出入口：A (西北)、B (西南)。
12号线大钟寺站有2个出入口：D、E，两个出入口均设有直梯。
|                           |            |                                  |      |            |
|                           |            |                                  |      |            |
| 编号                      | 指示       | 建议前往的目的地                 | 图片 | 无障碍设施 |
| 连通 13号线站厅           |            |                                  |      |            |
| 出口 · A · 无障碍通道标志 | 北三环西路 |                                  |      |            |
| 出口 · B · 无障碍通道标志 | 北三环西路 |                                  |      |            |
| 连通 12号线站厅           |            |                                  |      |            |
| 出口 · D · 升降机标志     | 北三环西路 | 1733商业空间                     |      |            |
| 出口 · E · 升降机标志     | 北三环西路 | 太阳园、蓝景丽家、中关村第四小学 |      |            |
| 註： 設有                 |            |                                  |      |            |